# صبح است ساقیا قدحی پرشراب کن
غزلی با مطلع «صبحست ساقیا قدحی پر شراب کُن»، غزل شمارهٔ ۳۹۶ از دیوانِ حافظ در تصحیحِ محمد قزوینی و قاسم غنی است.

## در اجراها
نادر گلچین در برنامهٔ شمارهٔ ۱۱۷ از مجموعهٔ گل‌های تازه این غزل را در دستگاهِ سه‌گاه و ایرج در برنامهٔ شمارهٔ ۵۲۶ از مجموعهٔ گل‌های رنگارنگ در بیات اصفهان اجرا کرده‌اند.

## در دیگر آثار هنری
در نسخه‌ای مصور از دیوان حافظ در کتابخانهٔ لیدن به‌سال ۸۹۴ ه‍.ق/۱۴۸۹ م و کتابت‌شده توسط شیخ محمدابراهیم اوحدی بلیانی که متعلق به مکتب شیراز دوم است، نگاره‌ای بر مبنای این غزل موجود است. میرعماد حسنی دو قطعهٔ سیاه‌مشق نستعلیق و محمدحسین شیرازی یک قطعهٔ سیاه‌مشق بر مبنای این غزل دارند. در اثری دیگر، یک بادیه در موزهٔ ارمیتاژ به‌شمارهٔ IR-2173 است که به‌طور ویژه برای امامقلی کیانی ساخته شده است. بر لبهٔ داخلی آن سه بیت اول غزل «صبح است ساقیا قدحی پر شراب کن / دور فلک درنگ ندارد شتاب کن» نقش بسته است، ابیاتی که در بسیاری از ظروف بعدی — از جمله چندین مورد ساخته‌شده برای مشتریان ارمنی احتمالاً در سدهٔ هفدهم میلادی در اصفهان — استفاده شده است. لبهٔ بیرونی بادیهٔ ارمیتاژ اشاراتی به جام جادویی جمشید می‌کند. طومارهای روی بدنهٔ آن، دربردارندهٔ ابیاتی در ستایش شراب‌نوشی است.